# Župna crkva sv. Mihaela arkanđela u Dubravi
Župna crkva sv. Mihaela arkanđela katolička je crkva izgrađena oko 1940. godine. Nalazi se u Dubravi u Zagrebu. Crkvu je posvetio bl. Alojzije Stepinac 1942., te ju je predao na upravljanje kapucinima.

## Povijest i arhitektura
Autor projekta izrgradnje crkve je nepoznat, te nacrti nisu sačuvani. Crkva je smještena na uglu dviju ulica te svojim smještajem prati regulacijsku crtu ulice. Ispred crkve ne postoji prilazni trg. S južne strane svetišta nalazi se kapucinski samostan koji je uvučen u odnosu na ulicu. Pred samostanom se nalazi trg jakog privatnoga karaktera, odvojen od javnoga prostora ogradom.
U trobrodnu crkvu se ulazi preko narteksa. Prostoj je longitudinalnog usmjerenja i završava apsidom koja je naglašena s tri prozora koje ukrašavaju vitraji. Svetište je izdignuto u odnosu na lađu i raščlanjeno je u dvije razine. Oltar se nalazi na najvišoj razini u središtu svetišta. Iznad narteksa nalazi se kor. Postaje križnog puta raspoređene su na bočnim zidovima prostora za vjernike. 

## Galerija
- Pogled na crkvu iz Kapucinske ulice
- Pročelje s ulazom